# Манфред Акерман

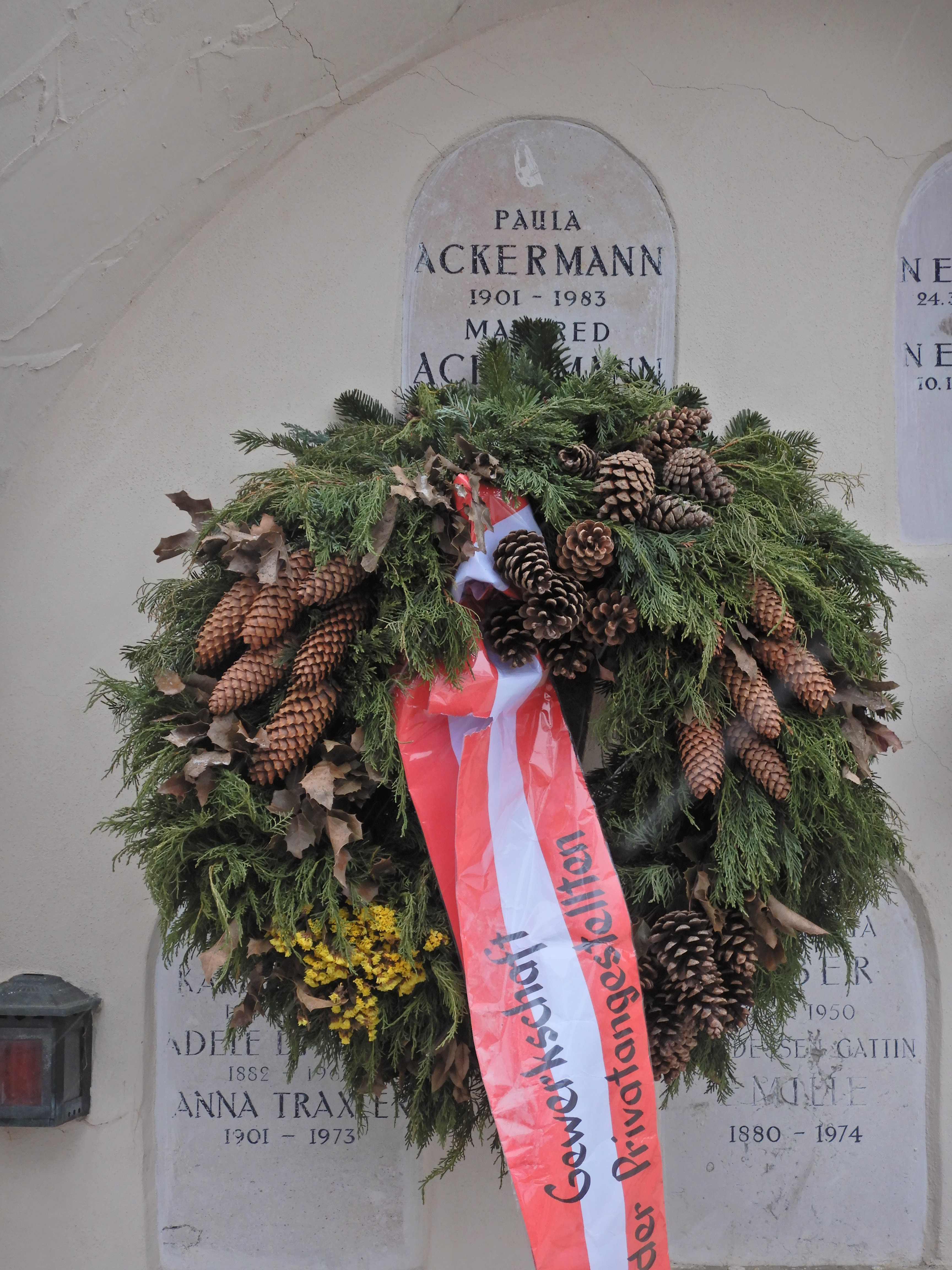
Фейєрхалле Сіммерінг, родинна могила Аккермана

Манфред Акерман (1 листопада 1898; Мікулов — † 16 червня 1991; Відень) — австрійський соціал-демократ, чиновник профспілок в Австрії та США.

## Життєпис
Акерман служив в австро-угорських збройних силах під час Першої світової війни. Повернувшись до цивільного життя, він залучився до діяльності профспілок та Соціал-демократичної партії Австрії.
Після заборони існування СДАП Акерман був заарештований у березні 1934 року і утримувався до літа 1935 року в таборі в місті Велерсдорф. В листопаді 1937 р. знову заарештований в результаті нелегальної роботи і утримувався до загальної амністії Шушніга в березні 1938 року.
Після аншлюсу Австрії нацистською Німеччиною в 1938 році Акерман, як соціаліст і єврей, був змушений тікати від нацистів. Проїхавши Італію, Швейцарію та Бельгію, він жив у Парижі, але в 1939 році був ув'язнений французами в Коломбі і Монтаржі. Згодом він зміг добратися через Іспанію та Португалію до Сполучених Штатів, де відновив свою участь у профспілках.
Акерман вийшов у відставку в 1964 році і повернувся до Австрії. Був одружений з Полою Попп. Читав лекції аж до своєї смерті в 1991 році і був одним із ініціаторів Контактного комітету Федерації соціалістичної боротьби за свободу молоді. 

## Поховання
Його прах зберігається в крематорії Зіммеринга у Відні.

## Почесні відзнаки та нагороди
- Почесне нагородження сріблом за заслуги перед Австрійською Республікою (1969);[1]
- Золотий знак федеральних соціалістичних борців за свободу і жертв фашизму (1970);
- Звання професора (1973);
- Значок орла СДПА (1973);
- Нагорода за заслуги за визволення Австрії (1977);
- Медаль Чарльза Піка «Торгова секція ГПД».